# Râul Dresleuca
Râul Dresleuca este un curs de apă, afluent al râului Sitna. 